# Le Grand Duc et l'Héritière
Pour plus de détails, voir Fiche technique et Distribution.
Le Grand Duc et l'Héritière (titre original : Love is a Ball) est un film américain réalisé par David Swift et sorti en 1963.

## Synopsis
Etienne Pimm s'est spécialisé dans les mariages arrangés entre riches héritières et nobles désargentés. Il recrute un ancien coureur automobile, afin d'aider un duc à séduire la riche Millie.

## Fiche technique
- Titre original : Love is a Ball
- Réalisation : David Swift
- Assistant : Patrice Dally
- Scénario : David Swift, Frank Waldman, Tom Waldman d'après le roman The Grand Duke and Mr. Pimm de Lindsay Hardy
- Distribution : United Artists
- Musique : Michel Legrand
- Décorateur : Jean d'Eaubonne
- Image : Edmond Séchan
- Montage : Cathy Kelber, Tom McAdoo
- Durée : 111 minutes
- Dates de sortie : 
  - États-Unis : 24 avril 1963 (New York)
  - Allemagne : 14 mai 1963
- Affiche : Raymond Elseviers (Belgique)

## Distribution
- Glenn Ford (VF : Roland Menard) : John Lathrop Davis
- Hope Lange (VF : Michele Bardollet) : Millicent "Millie" Mehaffey
- Charles Boyer : Étienne Pimm
- Ricardo Montalban (VF : William Sabatier) : Duc Gaspard Ducluzeau (Gaspard Del Clouzeau en VF)
- Telly Savalas (VF : René Fleur) : Dr Christian Gump
- Ruth McDevitt (VF : Henriette Marion) : Mathilda
- Ulla Jacobsson (VF : Nelly Benedetti) : Janine
- Georgette Anys : Mme Gallou
- Robert Bettoni : Milkman
- Mony Dalmès : Mme Fernier
- Laurence Hardy (VF : Jean-Henri Chambois) : Priory
- Jean Le Maitre : Carlo
- André Luguet : Maurice Zoltan
- Jean Parédès : Freddie
- Redmond Phillips (VF : Albert Médina) : Starcy (Stacy en VF)
- Erika Soucy : Gretl
- Aram Stephan : Gallou
- Olga Valéry : Mme Giardin
- John Wood (VF : Jean Berton) : Julian Soames
- Jean-Pierre Zola : Mueller